# Francia en los Juegos Paralímpicos de Río de Janeiro 2016
Francia estuvo representada en los Juegos Paralímpicos de Río de Janeiro 2016 por un total de 122 deportistas, 80 hombres y 42 mujeres.

## Medallistas
El equipo paralímpico francés obtuvo las siguientes medallas:
| Nombre                                                 | Deporte                    | Evento                          |
| ------------------------------------------------------ | -------------------------- | ------------------------------- |
| Oro                                                    |                            |                                 |
| Marie-Amélie Le Fur                                    | Atletismo                  | 400 m T44 femenino              |
| Marie-Amélie Le Fur                                    | Atletismo                  | Salto de longitud T44 femenino  |
| Nantenin Keïta                                         | Atletismo                  | 400 m T13 femenino              |
| Robert Citerne Romain Noble Yannick Ifébé              | Esgrima en silla de ruedas | Espada por equipos masculino    |
| Fabien Lamirault                                       | Tenis de mesa              | Individual 2 masculino          |
| Jean-François Ducay Fabien Lamirault Stéphane Molliens | Tenis de mesa              | Equipo 1-2 masculino            |
| Stéphane Houdet Nicolas Peifer                         | Tenis en silla de ruedas   | Dobles masculino                |
| Damien Seguin                                          | Vela                       | 2.4mR individual mixto          |
| Sandrine Martinet                                      | Yudo                       | –52 kg femenino                 |
| Plata                                                  |                            |                                 |
| Mandy François-Elie                                    | Atletismo                  | 100 m T37 femenino              |
| Pierre Fairbank                                        | Atletismo                  | 800 m T53 masculino             |
| Souhad Ghazouani                                       | Levantamiento de potencia  | –73 kg femenino                 |
| David Smétanine                                        | Natación                   | 50 m libre S4 masculino         |
| Thu Kamkasomphou                                       | Tenis de mesa              | Individual 8 femenino           |
| Bronce                                                 |                            |                                 |
| Marie-Amélie Le Fur                                    | Atletismo                  | 200 m T44 femenino              |
| Pierre Fairbank                                        | Atletismo                  | 400 m T53 masculino             |
| Louis Radius                                           | Atletismo                  | 1500 m T38 masculino            |
| Arnaud Assoumani                                       | Atletismo                  | Salto de longitud T47 masculino |
| Joël Jeannot                                           | Ciclismo en ruta           | Ruta H4 masculino               |
| Maxime Valet                                           | Esgrima en silla de ruedas | Florete individual B masculino  |
| Ludovic Lemoine Damien Tokatlian Maxime Valet          | Esgrima en silla de ruedas | Florete por equipos masculino   |
| Élodie Lorandi                                         | Natación                   | 100 m libre S10 femenino        |
| Élodie Lorandi                                         | Natación                   | 400 m libre S10 femenino        |
| Cindy Moreau                                           | Piragüismo                 | KL3 femenino                    |
| Perle Bouge Stéphane Tardieu                           | Remo                       | Scull doble TAMix2x mixto       |
| Florian Merrien                                        | Tenis de mesa              | Individual 3 masculino          |
| Maxime Thomas                                          | Tenis de mesa              | Individual 4 masculino          |
| Gwladys Lemoussu                                       | Triatlón                   | PT4 femenino                    |